# This One's for the Children
This One's for the Children è un singolo del gruppo musicale statunitense New Kids on the Block, pubblicato nel 1989 ed estratto dall'album natalizio Merry, Merry Christmas.

## Il brano
Il brano è stato scritto e prodotto da Maurice Starr ed è interpretato, come cantanti principali, da Jordan Knight e Donnie Wahlberg.

## Tracce
- CD

1. This One's for the Children
2. Funky, Funky Xmas